# Luiz Carlos Tatu
Luiz Carlos Tatu, właśc. Luís Carlos da Silva Lemos (ur. 11 sierpnia 1947 w Rio de Janeiro) – piłkarz brazylijski, występujący podczas kariery na pozycji napastnika.

## Kariera klubowa
Karierę piłkarską Luís Carlos rozpoczął w klubie CR Flamengo w 1967. W barwach rubro-negro rozegrał 66 spotkań, w których strzelił 14 bramek. W latach 1970–1976 był zawodnikiem CR Vasco da Gama. Z Vasco zdobył mistrzostwo stanu Rio de Janeiro – Campeonato Carioca w 1970.
W Vasco 8 sierpnia 1971 w zremisowanym 0-0 derbowym meczu z Cearą Fortaleza zadebiutował w lidze brazylijskiej. W latach 1977–1978 występował we Fluminense FC. W barwach tricolor rozegrał 88 meczów, w których strzelił 9 bramek. Ostatnim klubem karierze Luísa Carlosa było Campo Grande Rio de Janeiro. W Campo Grande 28 listopada 1979 w przegranym 0-1 meczu z Vitórią Salvador Luís Carlos po raz ostatni wystąpił w lidze. Ogółem w latach 1971–1979 rozegrał w lidze 150 spotkań, w których strzelił 18 bramek.

## Kariera reprezentacyjna
Jedyny raz w reprezentacji Brazylii wystąpił 17 grudnia 1968 w zremisowanym 3-3 towarzyskim meczu z reprezentacją Jugosławii.